# ASEAN-China-Freihandelsabkommen

ASEAN-China-Freihandelszone

Das ASEAN-China-Freihandelsabkommen, auch China-ASEAN-Freihandelsabkommen (internationale Bezeichnung: ASEAN China Free Trade Agreement bzw. China ASEAN Free Trade Agreement, kurz auch ASEAN China FTA bzw. China ASEAN FTA), ist ein Handelsabkommen zwischen der Volksrepublik China und den Mitgliedern des ostasiatischen Staatenbündnisses ASEAN zur Schaffung einer Freihandelszone. Das Abkommen trat am 1. Januar 2010 in Kraft. Nach der Bevölkerungszahl entstand die größte Freihandelszone der Welt mit über 1,8 Milliarden Bewohnern und nach der Wirtschaftskraft die zweitgrößte Freihandelszone nach der Europäischen Union.